# Caryologia
Caryologia è una rivista scientifica a diffusione internazionale di proprietà dell'Università di Firenze dedicata soprattutto a argomenti di genetica e biologia cellulare, in particolare a studi sui cromosomi, sulla filogenesi e l'ultrastruttura di cellule vegetali e animali. Negli ultimi dieci anni pubblica solo articoli scritti in lingua inglese e dopo un processo di revisione paritaria.
La rivista è stata fondata nel 1948 da Alberto Chiarugi e ha un fattore d'impatto (ISI Web of Knowledge) per il 2018 di 1.14. Dal 2012 edita da Taylor and Francis. Dal gennaio 2019 è passata all'editore dell'Università di Firenze Firenze University Press.